# Катастрофа DC-3 в Бербанке (1945)
Катастрофа DC-3 в Бербанке — авиационная катастрофа, произошедшая в ночь на среду 10 января 1945 года близ Бербанка (штат Калифорния). Пассажирский самолёт Douglas DC-3-277B авиакомпании American Airlines заходил на посадку в Бербанковский аэропорт, но затем экипаж отменил заход, приняв решение следовать в Палмдейл. Однако через несколько минут авиалайнер врезался в горы к северо-востоку от аэропорта Бербанка и разрушился, при этом погибли 24 человека.

## Экипаж
Экипаж самолёта состоял из двух пилотов и стюардессы:
- Командир воздушного судна — 38-летний Джозеф Рассел Макколи (англ. Joseph Russell McCauley). В American Airlines с 4 марта 1940 года сперва в должности стажёра, а 5 октября 1942 года дослужился до резервного командира самолёта. Имел квалификацию пилота одно- и многомоторных самолётов с мощностью двигателей от 160 до 2700 л. с., последнюю медицинскую комиссию проходил 12 сентября 1944 года, последнюю проверку полёта по приборам — 30 сентября 1944 года, а последнюю проверку на знание маршрутов — 6 ноября 1944 года. Его общий налёт составлял 6315 часов, в том числе 4660 часов на самолётах DC-3 компании American Airlines.
- Второй пилот — 25-летний Роберт Гэйлорд Эйтнер (англ. Robert Gaylord Eitner). В American Airlines с 15 сентября 1942 года сперва в должности стажёра, а 11 января 1943 года получил должность второго пилота. Имел квалификацию пилота одномоторных самолётов с мощностью двигателей до 330 л. с., а последнюю медицинскую комиссию проходил 14 декабря 1944 года. Его общий налёт составлял 2113 часов, в том числе 1792 часа на самолётах DC-3 компании American Airlines.
- Стюардесса — 22-летняя Лила Агнес Докен (англ. Lila Agnes Docken). В American Airlines с 3 апреля 1944 года сперва в должности стажёра, а 29 мая 1944 года получила должность стюардессы.

## Самолёт
Douglas DC-3-277B с бортовым номером NC25684 (заводской — 2215) был выпущен заводом Douglas Aircraft Company, Inc. в начале мая 1940 года, а 11 мая поступил в авиакомпанию American Airlines, во флоте которой получил номер 84 и имя Flagship Douglas (рус. Флагман Дуглас). Был оборудован двумя поршневыми звездообразными двигателями Pratt & Whitney R-1820-G102 (мощность — 775 фунтов (352 кг) каждый), оснащённых воздушными винтами фирмы Hamilton Standard, и имеющих наработку 531 час у каждого от последнего капитального ремонта. Общая наработка борта NC25684 составляла 14 888 часов, включая 3379 часов от последнего капитального ремонта.
При вылете в роковой рейс взлётный вес самолёта составлял 25 332 фута (7721 м), что находилось в пределах допустимого; центровка также не выходила за установленные пределы. На момент происшествия в баках оставалось ещё 215 галлонов (980 литров) топлива.

## Катастрофа
Flagship Douglas выполнял трансконтинентальный пассажирский рейс AA-6001 по маршруту Нью-Йорк—Вашингтон—Цинциннати—Мемфис—Даллас—Эль-Пасо—Бербанк; вылетев из Нью-Йорка в 09:00 EWT, авиалайнер нормально выполнял полёт, пока не приземлился в Эль-Пасо, где произошла смена экипажа. Так как в Бербанке погодные условия были плохие, то пункт назначения был изменён на Ньюхолл с пролётом Бербанка без посадки, а в 01:46 CWT 21 пассажиром и 3 членами экипажа на борту рейс 6001 вылетел из Эль-Пасо.
Полёт проходил нормально, и в 03:14 от диспетчера авиакомпании экипажу была передана информация о метеоусловиях в Бербанке на 03:00: пасмурное небо с высотой облачности 700 футов (210 м), видимость 2 мили (3 км) и лёгкий туман. Через шесть минут (03:20) экипаж получил через радиста компании сообщение от Центра управления воздушным движением в Лос-Анджелесе, согласно которому разрешался пролёт Бербанка на высоте 3500 футов (1100 м). В 03:35 диспетчер компании передал, что прежние инструкции остаются пока в силе, так как он не смог получить новые указания от Центра управления воздушным движением. В 03:42 на самолёт было передано о погоде в Бербанке на 03:30, которая была такой же, как и в 03:00, разве что высота облачности теперь колебалась от 600 футов (180 м) до 700 футов (210 м), после чего поступило указание об отмене пролёта Бербанка, так как появилась надобность в самолёте в этом аэропорту; в Центре УВД Лос-Анджелеса получили информацию об этом изменении и разрешили выполнять заход на посадку по приборам. В 03:55 экипаж передал, что они находятся над Бербанком на высоте 3500 футов и начинают выполнять заход на посадку, в ответ на что получил информацию о настройке давления высотомера (30,14 дюйма (766 мм) рт.ст.) и совет переходить на связь с диспетчерской вышкой аэропорта.
В 04:06 в аэропорту Бербанка через разрывы в облаках увидели, как над аэродромом пролетел «Дуглас» с включенными сигнальными огнями, выключенными фарами и убранным шасси, после чего в 04:07 пилот в первый, и как оказалось в последний, раз вышел на связь с диспетчерской вышкой и доложил, что не смог увидеть полосу, поэтому направляется на запасной аэропорт — Палмдейл. Диспетчер подтвердил получение информации, после чего потребовал, чтобы экипаж получил на это разрешение от Центра управления воздушным движением, однако больше рейс 6001 на связь уже ни с кем не выходил и ни на чьи вызовы не отвечал.
Утром в 09:39 с диспетчерской вышки разглядели обломки на одном склоне каньона Макклюр (англ. McClure Canyon) на удалении 2¾ мили (4,4 км) к северо-западу от аэродрома и на 1034 фута (315 м) выше его уровня. Изучение место происшествия показало, что, выполняя правый поворот с набором высоты, летящий по курсу 110° авиалайнер врезался в гору и полностью разрушился, при этом все находившиеся на борту 24 человека погибли.

## Расследование
Изучение уцелевших обломков, а также журналов о техническом обслуживании самолёта показали, что до столкновения с горой он был полностью исправен, а никаких отказов или неисправностей на борту не было. Лайнер ударился о склон с правым креном 20°, а судя по царапинам, рули высоты были чуть отклонены вверх, то есть выполнялся набор высоты. После удара о землю в районе задней перегородки заднего багажного отделения отделилась хвостовая часть фюзеляжа, которая затем чуть скатилась вниз, пока не упёрлась о кусты, остановившись в вертикальном положении. Кроме хвостовой части и внешних частей крыла, вся остальная конструкция оказалась полностью охвачена огнём, из-за чего потом мало что можно было опознать. Лопасти воздушных винтов были установлены на угол 30°, что соответствует нормальному рабочему положению, а после удара о землю винты провернулись менее чем на один оборот. Признаков отказа или неисправности двигателей обнаружено не было. Давление на высотомере было установлено правильно, а все ремни безопасности оказались пристёгнуты.
Погодный минимум для посадок ночью в аэропорту Бербанка был принят 700 футов (210 м) на 2 мили (3,2 км). По данным на 03:00 над Бербанком стояла переменная облачность высотой 700 футов, лёгкий туман и видимость 2 мили, информация о чём была передана экипажу; эти погодные условия соответствовали принятому погодному минимуму для Бербанка, то есть допускали выполнять посадку. В 03:30 высота облачности стала колебаться между 600 и 700 футов, о чём в 03:42 сообщили на самолёт, однако далее диспетчер компании оценивал высоту облачности «на глаз», оценив, что она остаётся на прежнем уровне, а потому не став запрашивать новые данные о погоде. Однако по данным отделения Бюро погоды в Бербанке на 03:45 и 04:00 высота облачности уже составляла 400 футов (120 м), стоял туман, а видимость упала до 1,5 мили (2,4 км), то есть аэропорт на тот момент фактически не мог принимать самолёты, но так как диспетчер American Airlines не имел этой информации, то он не стал отменять указание рейсу 6001 о посадке в Бербанке.
Не имея информации о фактических метеоусловиях, пилоты попытались выполнить посадку, но не увидели полосу, поэтому стали по схеме повторного захода на посадку, выполнив левый разворот. Однако в процессе данного манёвра экипаж понял, что не сможет приземлиться в Бербанке, поэтому было сообщено диспетчеру об уходе на запасной аэродром. В данном случае следовало сперва набрать высоту, после чего выполнить правый поворот в сторону Палмдейла, но пилоты нарушили эту схему, начав выполнять стандартную, которая вообще-то должна была выполняться при следовании ещё над полосой. В итоге самолёт, отвернув вправо, оказался к востоку от аэропорта в зоне более высокой местности, направляясь прямо на горы Вердуго.

## Причины
Основной причиной происшествия была названа ошибка экипажа, который попытался выполнить уход на запасной аэродром по стандартной схеме, тогда как перед этим уже успел повернуть на такой курс, после которого оказалось невозможно безопасно выполнять стандартную схему ухода. Вторичной причиной стали нарушения в работе диспетчера авиакомпании, который не смог своевременно получить и передать экипажу важную информацию о погоде, из-за чего последний оказался в затруднительном положении.

### Комментарии
1. ↑  Здесь и далее по умолчанию указано Тихоокеанское военное время (PWT)